# RINEX
測地学の分野では、Receiver Independent Exchange Format (RINEX（）) は衛星測位システムにおけるデータ交換フォーマットをいう。これにより、ユーザーは受信データを後処理して、より正確な結果を生成できる。通常は、測定時の大気条件のより適切なモデルなど、元の受信機が認識していない他のデータも使用できる。
測位受信機の最終出力は、通常、その位置、速度、またはその他の関連する物理量である。ただし、これらの量の計算は、1つまたは複数の衛星群からの一連の測定に基づいている。受信機はリアルタイムで位置を計算するが、多くの場合、後で使用するために中間測定値を保存しておくと有益である。RINEXは、受信機とコンピュータアプリケーションの両方のメーカーに関係なく、受信機によって生成された測定値の管理と破棄、および多数のアプリケーションによるオフライン処理を可能にする標準形式である。
RINEXフォーマットは、時間の経過とともに進化し、新しいタイプの測定や新しい衛星ナビゲーションシステムに適応するように設計されている。最初のRINEXバージョンは1989年にW. Gurtnerによって開発され、W. GurtnerとG. Maderによって1990年9月/10月のCSTG GPS Bulletinに掲載された。1993年以降、RINEX 2が利用可能になり、数回改訂され採用されている。 RINEXにより、GPS（L5や L2CなどのGPS近代化信号を含む）、GLONASS、Galileo、Beidouからの擬似距離、搬送波位相、ドップラー、信号対雑音の測定値を、EGNOSおよびWAAS、衛星航法補強システム (SBAS)、準天頂衛星システム (QZSS) データとともに同時に保存できる。RINEXバージョン3.02は2013年4月に提出され、GPSまたはGalileoシステムからの新しい観測コードが含まれている。RINEXバージョン4.00からは準天頂衛星システムのL1C/B信号をサポートすることとなった。
RINEX形式の一部ではないが、畑中雄樹による圧縮スキームはRINEXファイルのサイズを削減するために一般的に使用され、その結果、ASCIIベースのCompactRINEXまたはCRINEX形式が生成される。高次の時差を使用して、時間データの保存に必要な文字数を削減する。